# Американо-датские отношения
Американо-датские отношения — двусторонние дипломатические отношения между США и Данией.

## История

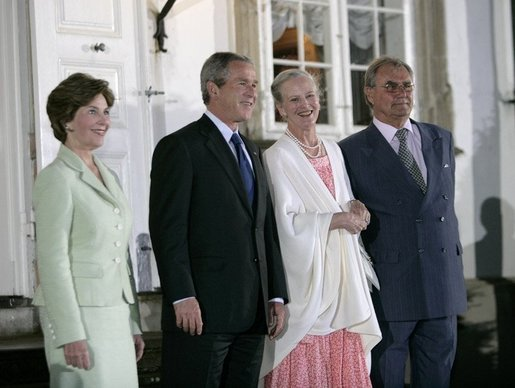
Маргрете II и Хенрик, принц-консорт Датский на встрече с Джорджем Бушем и его женой в 2005 году.

Дания и Соединенные Штаты имеют тесные и взаимовыгодные отношения. Две страны тесно сотрудничают по вопросам европейской и другой региональной политике, по вопросам безопасности, а также по укреплению мира и стабильности далеко за пределами Европы. Дания в значительной степени разделяет взгляды США на расширение блока НАТО. Датские войска участвуют в Международных силах содействия безопасности по поддержанию мира в Афганистане.
Авиабаза Туле ВВС США на северо-западе Гренландии является важным элементом оборонительной системы НАТО. В 2004 году датское правительство и органы самоуправления Гренландии подписали соглашение, которое позволяет модернизацию радара раннего предупреждения в Туле, в связи с возросшей ролью авиабазы в системе ПРО США. Это соглашения также создало новые возможности для обеих сторон по улучшению экономического, технического и экологического сотрудничества между США и Гренландией.
Американская культура в виде популярной культуры, джаза, рока, рэпа, телевизионных шоу и литературы — очень популярна в Дании. Более чем 300 000 американских туристов посещают Данию каждый год.
В 2019 году в СМИ появилась серия публикаций о том, что президент США Дональд Трамп рассматривает возможность покупки Гренландии. После избрания президентом США в 2024 году Дональд Трамп снова заявил о необходимости приобрести Гренландию. Депутаты датского и гренландского парламентов считают подобные заявления "признаком грубой и циничной политики сверхдержавы". 

## Торговля
Активная либеральная торговая политика Дании в Европейском Союзе, Организации экономического сотрудничества и развития, Всемирная торговая организация во многом совпадает с интересами США.
США является крупнейшим неевропейским торговым партнёром Дании. Датский экспорт в Соединенные Штаты: промышленное оборудование, химическая продукция, мебель, лекарства, консервы ветчины и свинины, ветряные мельницы и пластиковые блоки игрушки (Lego). Более 400 американских компаний имеют филиалы в Дании.